# 마오차이

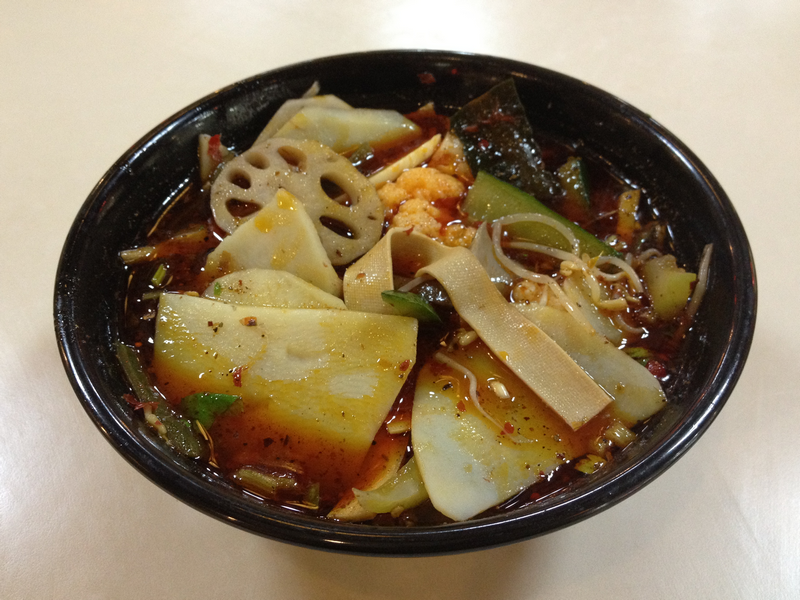
마오차이

마오차이(중국어: 冒菜, 병음: màocài)는 중국 쓰촨성의 음식이다. 찌개와 비슷한 형식의 음식으로서 마라 양념으로 만든 육수에 육류 또는 생선, 각종 채소를 얹어서 만든다. 훠궈와 비슷하지만 접시에 조미료를 먼저 넣는다는 점, 요리가 완성된 다음에 식재료를 넣는다는 점에서 차이가 있다.
식재료에는 큰 차이가 있지만 채소의 경우에는 주로 연근, 감자, 배추, 오이, 동아, 콜리플라워, 목이, 팽이버섯, 느타리버섯, 해조, 대나무 싹, 두부, 두부껍질을 사용한다. 국수는 주로 고구마당면, 녹두당면을 사용하고 육류는 주로 쇠고기, 돼지고기, 양고기를 사용한다.